# Radikálová polymerizace s vratnou deaktivací
Radikálová polymerizace s vratnou deaktivací je druh polymerizace s vratnou deaktivací, který má většinu vlastností živých polymerizací, ale dochází u něj k přenosům řetězce a terminacím.

## Historie a vlastnosti
Radikálové polymerizace s vratnou deaktivací jsou jedny z nejčastějších způsobů polymerizace, protože je lze použít u mnoha různých monomerů a funkčních skupin, snadno se provádějí a řídí a mohou probíhat v roztocích, emulzích, miniemulzích i suspenzích.
Rovnovážné koncentrace narůstajících polymerních řetězců bývají řádově 10−7 mol/l a životnost jednotlivých polymerních radikálů před jejich terminováním je obvykle 5–10 s. Nevýhodou běžné radikálové polymerizace je omezená možnost řízení struktury řetězce, rozdělení molekulových hmotností a složení. Některé látky po přidání do reakční směsi mohou vratně reagovat s přenašeči řetězce, čímž se dočasně dostávají do „nečinného“ stavu.
Tímto se prodlužuje životnost rostoucích polymerních řetězců. Většina radikálů je v daném okamžiku neaktivních, ale nedochází u nich k nevratné terminaci. Pouze malá část z nich je aktivní, i když přeměny mezi aktivní a neaktivní formou probíhají velmi rychle, rychleji než nárůst řetězce, což zajišťuje stejnou rychlost jeho prodlužování. Molekulové hmotnosti (či stupně polymerizace) tak mají mnohem užší Poissonovo rozdělení a nižší disperzitu.

## Polymerizace s vratnou deaktivací
Polymerizace s vratnou deaktivací se liší od živých polymerizací, i když mají několik společných vlastností. Při živých polymerizacích se neobjevují žádné terminace, zatímco polymerizace s vratnou deaktivací mohou při stejné koncentraci aktivních částic být terminovány.
V následující tabulce jsou shrnuty vlastnosti různých druhů radikálových polymerizací:
| Vlastnost                                             | Běžná radikálová polymerizace                 | Živá polymerizace                   | Polymerizace s vratnou deaktivací   |
| ----------------------------------------------------- | --------------------------------------------- | ----------------------------------- | ----------------------------------- |
| Koncentrace iniciujících částic                       | Klesá pomalu                                  | Klesá rychle                        | Klesá rychle                        |
| Koncentrace přenašečů řetězce (narůatajících řetězců) | V průběhu reakce klesá                        | Stálá                               | Stálá                               |
| Životnost narůstajících řetězců                       | ~ 10−3 s                                      | Po dobu trvání reakce               | Po dobu trvání reakce               |
| Hlavní mechanismus terminace                          | Rekombinace a disproporcionace radikálů       | K terminacím nedochází              | Terminace se mohou objevovat        |
| Rozdělení molekulových hmotností                      | Široké (Ð >=1.5), Schulzovo–Zimmovo rozdělení | Úzké (Ð <1.5), Poissonovo rozdělení | Úzké (Ð <1.5), Poissonovo rozdělení |
| Výskyt neaktivních částic                             | Žádný                                         | Ojedinělý                           | Převažující                         |

### Obvyklé vlastnosti
Tyto reakce jsou rychlé a aktivace/deaktivace narůstajících řetězců bývají vratné. Radikálové polymerizace s vratnou deaktivací se dělí na tři druhy podle způsobu deaktivace: deaktivace katalyzovaným vratným párováním, deaktivace samovolným vratným párováním a deaktivace degenerativním přenosem. U téže reakce se může, v závislosti na reakčních podmínkách a reaktantech, objevovat více mechanismů zároveň.
Při radikálových polymerizacích s vratnou deaktivací se radikály propagují, rychlostí kp, navázáním několika monomerů, než dojde k deaktivaci, která obnoví neaktivní částici. Současně se mohou spojit dva radikály za tvorby neutrálního řetězce, rychlostí kt. Rychlosti propagace a terminace nezávisí na mechanismu deaktivace, ani na použitém katalyzátoru.
Mohou se objevovat i jiné reakce, jako například nevratné přenosové a terminační reakce prodlužovaných radikálů s rozpouštědlem, monomerem, polymerem, katalyzátorem, nebo přídavnými látkami a tím docházet ke ztrátě funkcionality konce řetězce.
Celková rychlost tvorby konečných řetězců jinými způsoby než přímou terminační reakcí dvou radikálů se označuje ktx.
Pro všechny radikálové polymerizace s vratnou deaktivací lze teoretickou střední číselnou molekulovou hmotnost polymeru, Mn, určit podle této rovnice:
{\displaystyle M_{\text{n}}=M_{\text{m}}\times {\frac {[{\text{M}}]_{0}-[{\text{M}}]_{t}}{[{\text{R-X}}]_{0}}}}
kde Mm je molekulová hmotnost monomeru; [M]0 a [M]t koncentrace monomeru na začátku a v čase t a [R-X]0 je počáteční koncentrace iniciátoru.
Kromě získání produktů o požadovaných molekulových hmotnostech mívají takto vytvořené polymery úzká rozdělení molekulových hmotností, popsatelná parametrem Mw/Mn, a zachovalé koncové funkční skupiny.
K dobrému průběhu radikálové polymerizace s vratnou deaktivací je potřeba dodržet tyto podmínky: 1) vratná deaktivace musí být dostatečně rychlá; 2) reakce odstraňující koncové skupiny mají být omezeny; 3) udržení koncentrace radikálů; 4) dostatečnou aktivitu iniciátoru.

## Příklady

### Radikálová polymerizace s přenosem atomů
Iniciátorem polymerizace je obvykle organohalogenid a neaktivním stavem komplex přechodného kovu (radikálový pufr). Tento postup je široce využitelný, ale vyžaduje neobvyklé soustavy iniciátorů, často obtížně využitelné v příslušných reakčních prostředích.

### Polymerizace řízená nitroxidy

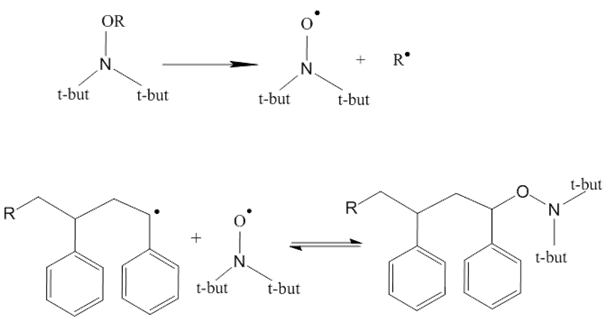
Příklad iniciace pomocí nitroxidu

Za vhodných podmínek může nastat homolytické štěpení vazeb C-O v alkoxylaminech za vzniku stabilních dicentrických tříelektronových N-O radikálů, které následně iniciují polymerizaci. K takovéto iniciaci je třeba, aby byl na sekundární aminové skupině navázán objemný, stericky stínící, substituent a aby substituent na kyslíku mohl vytvořit stabilní, například benzylový, radikál.

### Vratným adičně-fragmentační přenos řetězce (RAFT)
Přenos řetězce s vratnou adicí-fragmentací (RAFT) je jedním z nejuniverzálnějších druhů radikálové polymerizace. Zpravidla se provádí s využitím thiokarbonylthiosloučenin jako radikálových pufrů.
U přenosů atomů a nitroxidových variant probíhá vratná deaktivace propagujících radikál-radikálových reakcí a neaktivními částicemi jsou halogenované sloučeniny či alkoxyaminy, které zachycují radikály. Reakce typu RAFT jsou oproti tomu řízeny přenosy řetězců, kde se vyskytují rovnováhy mezi deaktivačními a aktivačními reakcemi. Protože se zde nevytvářejí nové radikály, tak je třeba je dodat pomocí vnějšího zdroje.
Iniciace
{\displaystyle {\ce {I->I^{.}->[{\ce {M}}]->[{\ce {M}}]P_{\mathit {n}}^{.}}}}
Vratný přenos řetězce

Reiniciace
{\displaystyle {\ce {R^{.}->[{\ce {M}}]RM^{.}->[{\ce {M}}]->[{\ce {M}}]P_{\mathit {m}}^{.}}}}
Tvorba řetězcové rovnováhy
Terminace
Nelze pochopit (syntaktická chyba): {\displaystyle \ce{{P_\mathit{m}^.} + P_\mathit{n}^. -> P_\mathit{m}P_\mathit{n}}}

### Katalytický přenos řetězce a radikálové polymerizace řízené kobaltem
V 70. letech 20. století bylo zjištěno, že porfyrinové komplexy kobaltu mohou snižovat molekulové hmotnosti produktů polymerizací methakrylátů.
Jako účinné se ukázaly také glyoximy, jež jsou méně citlivé na kyslík; v důsledku toho jsou i lépe prozkoumané než porfyrinové katalyzátory.
Hlavními produkty katalytických polymerizací s přenosem řetězce jsou řetězce s vinylovými koncovými skupinami. K nevýhodám patří to, že takto nevznikají makromonomery, ale vytváří se fragmentační činidla. Při reakci narůstajícího řetězce s takovým činidlem koncová skupina radikálu atakuje vinyl a vytváří novou vazbu, vzniklý produkt je ale zatížen takovým sterickým napětím, že se rozpadne za vzniku telechelického polymeru.
Výtěžnosti makromonomerů mohou být při použití methakrylátových monomerů vysoké, ale u akrylátů a styrenů bývají nižší, pravděpodobně v důsledku interakcí mezi radikálovými centry a katalyzátorem.
Vratné reakce kobaltových makrocyklů s narůstajícími radikály mohou v některých případech vést k živým polymerizacím.

### Polymerizace s přenosem jodu
Polymerizace s přenosem jodu, vyvinutá v 70. letech 20. století vede u fluorovaných alkenů k poměrně nízkým polydisperzitám. Přestože nebyla zkoumána ve velké může, tak je základem několika průmyslových procesů a patentů a patří k průmyslově nejvyužívanějším druhům živé radikálové polymerizace. Používá se hlavně při zavádění jodu do fluoroelastomeru.
Mechanismus polymerizací s přenosem jodu začíná tepelným rozkladem radikálového iniciátoru, obvykle peroxodisíranu, za tvorby iniciujícího radikálu In•. Tento radikál se naváže na monomer M, čímž utvoří částici P1•, která se propaguje na Pm•. Přenosem jodu z přenosového činidla R-I na radikál Pm• se vytvoří nový radikál R• a Pm• se stane neaktivním a může aktivovat monomer M na Pn•. Během polymerizace dochází k výměnám různých polymerních řetězců a přenosových činidel, jak je při degenerativních přenosech běžné.
Při těchto polymerizacích se většinou jako přenosová činidla používají mono- nebo dijodované perfluoralkany, činidla ale mohou být i částečně substituována vodíkem nebo chlorem. Energie vazeb jod-perfluoralkan jsou nízké a tyto vazby mají, na rozdíl od vazeb jodu na uhlovodíky, malé polarizace; za přítomnosti radikálů se tak jod snadno odštěpuje. Za přítomnosti jodperfluoralkanu narůstající řetězec poly(fluoralken)u odštěpí jod a terminuje se za vzniku perfluoralkylového radikálu a navázání dalšího monomeru, poly(fluoralken) s jodem jako koncovou skupinou ale sám slouží jako přenosové činidlo.
S jodperfluoralkany lze polymerizovat běžné alkenové monomery. Vzniklá rozdělení molekulových hmotností bývají širší, protože vazby jod-uhlovodík se vlastnostmi významně liší od vazeb jod-perfluoruhlovodík a odštěpení jodu z terminovaného polymeru je obtížné. Bylo popsáno i použití jodovaných uhlovodíků, ale i v těchto případech se objevovala široká rozdělení molekulových hmotností.
Polymerizacemi s přenosem jodu je možné vytvořit i blokové kopolymery.
Přestože se provedení emulzních polymerizací jako živých radikálových reakcí ukázalo být obtížným,
Výše uvedené polymerizace s přenosem jodu byly pokaždé prováděny jako emulzní a podařilo se dosáhnout velmi vysokých molekulových hmotností.

### Radikálové polymerizace řízené selenem
Zkoumány byly také polymerizace styrenu a methylmethakrylátu za přítomnosti difenyldiselenidu nebo několika benzylových selenidů. Mechanismy řízení polymerizace jsou pravděpodobně podobné jako při použití dithiuramdisulfidů, nízké konstanty přenosu umožňují přípravu blokových kopolymerů, kde je ale možnost řízení molekulových hmotností omezená.

### Polymerizace řízené telluridy
Polymerizace řízené telluridy je možné provést za vratného přenosu řetězce s využitím homolytické substituce po tepelné iniciaci. V jedné kinetické studii bylo ale zjištěno, tyto polymerizace probíhají převážně degenerativním přenosem.
Alkyltelluridy typu Z-X-R, kde Z je methyl a R radikálová dobrá odstupující skupina, umožňují dobré řízení u širokého spektra monomerů, fenyltelluridy (Z = fenyl) nikoliv. Polymerizce methylmethakrylátů lze řídit pouze ditelluridy. Vliv X na přenost řetězce se zvyšuje v řadě O<S<Se<Te, takže při použití alkyltelluridů lze řídit i tepelně iniciované reakce, zatímco u alkylselenidů a sulfidů je řízení účinné pouzr v případě fotoiniciace.

### Polymerizace řízené stibiny
Polymerizace řízené stibiny využívají jako přenosová činidla organostibiny s obecným vzorcem Z(Z')-Sb-R (kde Z je aktivující skupina a R radikálová odstupující skupina). Tímto způsobem je možné uskutečnit tepelně iniciované polymerizace řady různých monomerů (styrenů, akrylátů a methakrylátů, vinylových sloučenin), s úzkým rozdělením molekulových hmotností a předvídatelnými molekulovými hmotnostmi.

### Polymerizace řízené mědí
Radikálové polymerizace s vratnou deaktivací mohou být katalyzovány také sloučeninami mědi.